# Kleines Dreieckhorn
Kleines Dreieckhorn är en bergstopp i Schweiz.   Den ligger i distriktet Raron och kantonen Valais, i den centrala delen av landet, 70 km sydost om huvudstaden Bern. Toppen på Kleines Dreieckhorn är 3 639 meter över havet, eller 61 meter över den omgivande terrängen. Bredden vid basen är 0,11 km.
Terrängen runt Kleines Dreieckhorn är huvudsakligen mycket bergig. Närmaste större samhälle är Naters, 16,3 km söder om Kleines Dreieckhorn. 
Trakten runt Kleines Dreieckhorn är permanent täckt av is och snö. Runt Kleines Dreieckhorn är det ganska tätbefolkat, med 100 invånare per kvadratkilometer.